# Noferkaré Pepiszeneb
Noferkaré Pepiszeneb (más néven VI. Noferkaré vagy Noferkaré Heredszeneb) az ókori egyiptomi VIII. dinasztia egyik uralkodója volt, az első átmeneti kor idején. Kim Ryholt, Jürgen von Beckerath és Darrell Baker szerint dinasztiájának tizenkettedik uralkodója volt. A torinói királylista legutóbbi, Ryholt szerinti olvasata alapján Noferkaré Pepiszeneb legalább egy évig uralkodott.

## Említései
Neve szerepel a XIX. dinasztia idején összeállított abüdoszi királylista 51. helyén, máshonnan nem ismert. Jürgen von Beckerath azonban felvetette, hogy talán azonos a torinói királylistán szereplő Noferkaré Heredszenebbel. Ez azt jelentené, ő volt a dinasztia első olyan uralkodója Ntỉỉqrt után (aki talán Netjerkaré Sziptahhal azonos), akinek neve fennmaradt ezen a papiruszon, melyen hiányossága miatt a dinasztia több uralkodója nem szerepel. Mindkét forrás a XIX. dinasztia idején keletkezett, jó ezer évvel a VIII. dinasztia után.

## Neve
A torinói papiruszon szereplő hered jelentése „gyermek” vagy „ifjabb”, így a Noferkaré Heredszeneb fordítása lehet „Noferkaré, a gyermek egészséges” vagy „az ifjabb Noferkaré egészséges”. Baker és Ryholt feltételezése szerint a hered szó a torinói királylistát összeállító írnok hibája folytán került a szövegbe egy korábbi dokumentum sérülése miatt, mert a hieratikus írásban hasonlít a Pepi névre, ha a szöveg károsodott.
Egy másik feltételezés szerint – melyet Ryholt valószínűbbnek tart – a „gyermek” jelző ebben a kontextusban Pepi nevének szinonimája. Pepiszeneb neve valószínűleg II. Pepire, az óbirodalom utolsó nagy fáraójára utal, aki talán 94 évig uralkodott, és Pepiszeneb idejében még jól emlékezhettek rá; gyermekként lépett trónra, uralkodói neve pedig Noferkaré volt. Ryholt feltételezése szerint a hered itt konkrét személyre, a gyermekként trónra kerülő Pepire utal, és a Noferkaré-szeneb, Pepiszeneb, valamint Heredszeneb nevek jelentése egyaránt „II. Pepi egészséges”. Ezt az elméletet alátámasztja, hogy a torinói királylistán a hered szó után istenséget jelölő determinatívum áll, amelyet az egyiptomi írásban uralkodók és istenek nevében használtak.

## Fordítás
- Ez a szócikk részben vagy egészben  a   Neferkare Pepiseneb című angol Wikipédia-szócikk ezen változatának fordításán alapul.  Az eredeti cikk szerkesztőit annak laptörténete sorolja fel. Ez a jelzés csupán a megfogalmazás eredetét és a szerzői jogokat jelzi, nem szolgál a cikkben szereplő információk forrásmegjelöléseként.